# Dahou Ould Kablia
Dahou Azouane Ould Kablia (* 4. Mai 1933 in Tanger) ist ein algerischer Politiker. Seit dem Jahr 2010 ist er Minister des Innern und der Gebietskörperschaften (ministre de l’Intérieur et des Collectivités locales) im Kabinett Ouyahia VIII und seit der Parlamentswahl in Algerien 2012 im Kabinett Abdelmalek Sellal.

## Leben
Nach Erlangung der Hochschulreife 1955 studierte er ab 1956 Recht an der Universität Toulouse. Im Anschluss daran hatte er die Funktion des Wali (Gouverneur) in verschiedenen Provinzen inne. Über seine Funktionen während des Algerischen Bürgerkriegs ist nichts bekannt. 2001 wurde er zum Senator ernannt. Im gleichen Jahr wurde er als delegierter Minister dem Ministerium des Innern und der Gebietskörperschaften mit der Betreuung der Gebietskörperschaften beauftragt. Im Jahr 2010 übernahm er das gesamte Ministerium. Dieses Amt übt er seitdem aus und hatte Verantwortung für den Einsatz der algerischen Armee und der Sicherheitskräfte während der Geiselnahme von In Aménas.

## Politische Ämter und Funktionen
- 1963–1964: Wali der Provinz Mostaganem
- 1964–1965: Wali der Provinz Tiaret
- 1965–1970: Wali der Provinz Tlemcen
- 1970–1974: Wali der Provinz Oran
- 1974–1978: Wali der Provinz Skikda
- 1978–1980: Wali der Provinz Algier
- 1980–1983: Generalsekretär des Innenministeriums
- 2001 delegierter Minister des Ministeriums des Innern
- 2010 Innenminister – offizieller Titel: Ministre de l'Intérieur et des Collectivités locales et président de l'Association nationale du ministère de l'Armement et des Liaisons générales (AN-MALG)